# Джон Юїлл (тенісист)
Джон Юїлл (англ. John Yuill; нар. 12 грудня 1948) — колишній південноафриканський тенісист.
Найвищу одиночну позицію світового рейтингу — 52 місце досяг 20 грудня 1974, парну — 480 місце — 3 січня 1983 року.
Здобув 2 парні титули.
Найвищим досягненням на турнірах Великого шолома був чвертьфінал в змішаному парному розряді.
Завершив кар'єру 1983 року.

## Фінали за кар'єру

### Парний розряд (2–2)
| Результат | W/L | Дата     | Турнір                       | Покриття | Партнер          | Суперники                              | Рахунок                   |
| --------- | --- | -------- | ---------------------------- | -------- | ---------------- | -------------------------------------- | ------------------------- |
| Перемога  | 1–0 | Лип 1974 | Дублін, Ірландія             | Outdoor  | Колін Даудесвелл | Літо Альварес Хорхе Ендрю              | 6–3, 6–2                  |
| Поразка   | 1–1 | Січ 1975 | Бірмінгем, США               | Килим    | Колін Даудесвелл | Юрген Фассбендер Карл Майлер           | 1–6, 6–3, 6–7             |
| Поразка   | 1–2 | Лип 1980 | Stuttgart Outdoor, Німеччина | Ґрунт    | Кріс Льюїс       | Колін Даудесвелл Фрю Макміллан         | 3–6, 4–6                  |
| Перемога  | 2–2 | Лис 1981 | Йоганнесбург, ПАР            | Тверде   | Террі Мур        | Фріц Бунінг Расселл Сімпсон (тенісист) | 6–3, 5–7, 6–4, 6–7, 12–10 |